# 택군기
《택군기》(择君记)는 2023년 방송되었던 중국의 드라마이다.

## 줄거리
- 최고 갑부의 딸인 심묘는 얼굴이 아름답고 재산이 많지만 지난 두 번의 결혼이 잘 이뤄지지 않았다. 첫 시집은 명문세가 자제 선비 배연정에게 갔다. 두 사람은 금실이 좋았으나 뜻밖에 이혼 어명으로 어쩔 수 없이 헤어졌다. 두 번째 시집은 부잣집 도련님인 송석원에게 갔지만 희맥 진단을 받고 할 수 없이 또 한 번 이혼을 했다. 그러나 전 서방 두 명이 공교롭게도 같은 시간에 함께 찾아왔다. 음모에 싸여있는 조정에 세 사람의 애증 이야기가 펼쳐진다.

## 등장 인물
- 장쉐잉 - 심묘 역
- 형소림 (邢昭林) - 배연정 역
- 왕이륜 (王以纶) - 송석원 역
- 상기 (上淇) - 구공주 역
- 악양 (岳旸) - 심겸 역
- 이몽영 (李夢穎) - 녹영 역
- 우의결 (虞祎杰) - 전월 역
- 멍언 - 황제 역
- 허용진 (许榕真) - 태후 역
- 자오커 (赵柯) - 작은이모 역